# Kabinett Manmohan Singh II

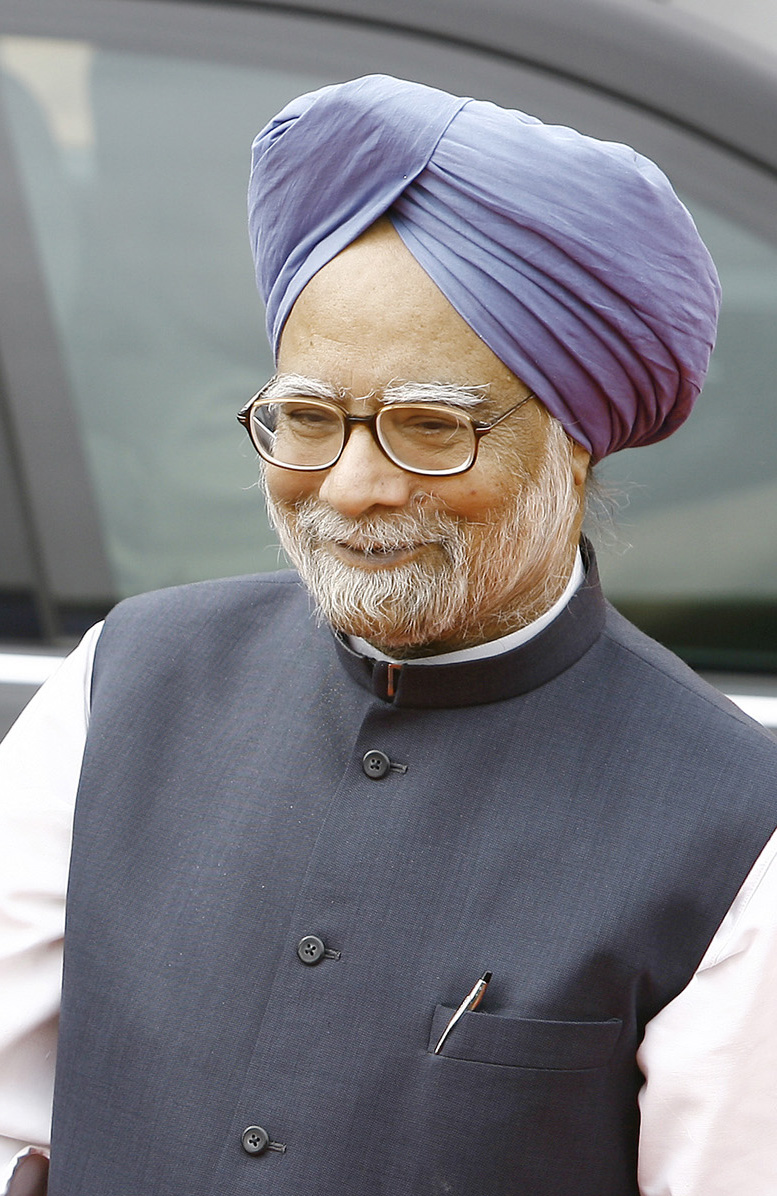
Der alte und neue Regierungschef Manmohan Singh

Nach dem Wahlsieg der United Progressive Alliance unter Führung des Indischen Nationalkongresses bei der Parlamentswahl in Indien 2009 wurde der alte und neue Premierminister Manmohan Singh am 22. Mai 2009 auf sein Amt vereidigt. Vorangegangen waren intensive Koalitionsverhandlungen, da nicht nur die Ansprüche der Koalitionsparteien befriedigt werden mussten, sondern auch auf den Proporz zwischen den einzelnen Bundesstaaten sowie auf die Repräsentation religiöser Minderheiten Rücksicht genommen werden musste.

## Kabinett
| Amt | Name                                                   | Bundesstaat       | Partei | Partei |
| --- | ------------------------------------------------------ | ----------------- | ------ | ------ |
| Premierminister (Prime Minister) Planungsministerium (Ministry of Planning) Abteilung für Atomenergie (Department of Atomic Energy) Raumfahrtministerium (Department of Space) | Manmohan Singh                                         | Punjab            |        | INC    |
| Finanzen (Finance) | Pranab Mukherjee bis 26. Juni 2012                     | Westbengalen      |        | INC    |
| Finanzen (Finance) | Manmohan Singh 26. Juni 2012 bis 31. Juli 2012         | Punjab            |        | INC    |
| Finanzen (Finance) | P. Chidambaram ab 31. Juli 2012                        | Tamil Nadu        |        | INC    |
| Landwirtschaft (Agriculture) | Sharad Pawar                                           | Maharashtra       |        | NCP    |
| Verteidigung (Defence) | A. K. Antony                                           | Kerala            |        | INC    |
| Inneres (Home Affairs) | P. Chidambaram bis 31. Juli 2012                       | Tamil Nadu        |        | INC    |
| Inneres (Home Affairs) | Sushilkumar Shinde ab 31. Juli 2012                    | Maharashtra       |        | INC    |
| Eisenbahn (Railways) | Mamata Banerjee bis 19. Mai 2011                       | Westbengalen      |        | AITC   |
| Eisenbahn (Railways) | Manmohan Singh 19. Mai 2011 bis 12. Juli 2011          | Punjab            |        | INC    |
| Eisenbahn (Railways) | Dinesh Trivedi 12. Juli 2011 bis 20. März 2012         | Westbengalen      |        | AITC   |
| Eisenbahn (Railways) | Mukul Roy 20. März 2012 bis 22. September 2012         | Westbengalen      |        | AITC   |
| Eisenbahn (Railways) | C. P. Joshi 22. September 2012 bis 28. Oktober 2012    | Rajasthan         |        | INC    |
| Eisenbahn (Railways) | Pawan Kumar Bansal 28. Oktober 2012 bis 11. Mai 2013   | Chandigarh        |        | INC    |
| Eisenbahn (Railways) | C. P. Joshi 11. Mai 2013 bis 17. Juni 2013             | Rajasthan         |        | INC    |
| Eisenbahn (Railways) | Mallikarjun Kharge ab 17. Juni 2013                    | Karnataka         |        | INC    |
| Auswärtiges (External Affairs) | S. M. Krishna bis 28. Oktober 2012                     | Karnataka         |        | INC    |
| Auswärtiges (External Affairs) | Salman Khurshid ab 28. Oktober 2012                    | Uttar Pradesh     |        | INC    |
| Gesundheit und Familienwohlfahrt (Health and Family Welfare) | Ghulam Nabi Azad                                       | Jammu und Kashmir |        | INC    |
| Entwicklung von Humanressourcen (Human Resource Development) | Kapil Sibal bis 28. Oktober 2012                       | Delhi             |        | INC    |
| Entwicklung von Humanressourcen (Human Resource Development) | M. M. Pallam Raju ab 28. Oktober 2012                  | Andhra Pradesh    |        | INC    |
| Recht und Justiz (Law and Justice) | M. Veerappa Moily bis 12. Juli 2011                    | Karnataka         |        | INC    |
| Recht und Justiz (Law and Justice) | Salman Khurshid 12. Juli 2011 bis 28. Oktober 2012     | Uttar Pradesh     |        | INC    |
| Recht und Justiz (Law and Justice) | Ashwani Kumar 28. Oktober 2012 bis 11. Mai 2013        | Punjab            |        | INC    |
| Recht und Justiz (Law and Justice) | Kapil Sibal ab 11. Mai 2013                            | Delhi             |        | INC    |
| Handel und Industrie (Commerce and Industry) | Anand Sharma                                           | Himachal Pradesh  |        | INC    |
| Stadtentwicklung (Urban Development) | Jaipal Reddy bis 19. Januar 2011                       | Andhra Pradesh    |        | INC    |
| Stadtentwicklung (Urban Development) | Kamal Nath ab 19. Januar 2011                          | Madhya Pradesh    |        | INC    |
| Erdöl und Erdgas (Petroleum and Natural Gas) | Murli Deora bis 19. Januar 2011                        | Maharashtra       |        | INC    |
| Erdöl und Erdgas (Petroleum and Natural Gas) | Jaipal Reddy 19. Januar 2011 bis 28. Oktober 2012      | Andhra Pradesh    |        | INC    |
| Erdöl und Erdgas (Petroleum and Natural Gas) | M. Veerappa Moily ab 28. Oktober 2012                  | Karnataka         |        | INC    |
| Wohnungsbau und städtische Armutsbekämpfung (Housing and Urban Poverty Alleviation)                                                                                            | Selja Kumari bis 28. Oktober 2012                      | Haryana           |        | INC    |
| Wohnungsbau und städtische Armutsbekämpfung (Housing and Urban Poverty Alleviation)                                                                                            | Ajay Maken ab 28. Oktober 2012                         | Delhi             |        | INC    |
| Wohnungsbau und städtische Armutsbekämpfung (Housing and Urban Poverty Alleviation)                                                                                            | Girija Vyas ab 17. Juni 2013                           | Rajasthan         |        | INC    |
| Schwerindustrie und öffentliche Unternehmen (Heavy Industries and Public Enterprises)                                                                                          | Vilasrao Deshmukh bis 19. Januar 2011                  | Maharashtra       |        | INC    |
| Schwerindustrie und öffentliche Unternehmen (Heavy Industries and Public Enterprises)                                                                                          | Praful Patel ab 19. Januar 2011                        | Maharashtra       |        | NCP    |
| Straßenverkehr und Fernstraßen (Road Transport and Highways) | Kamal Nath bis 19. Januar 2011                         | Madhya Pradesh    |        | INC    |
| Straßenverkehr und Fernstraßen (Road Transport and Highways) | C. P. Joshi 19. Januar 2011 bis 17. Juni 2013          | Rajasthan         |        | INC    |
| Straßenverkehr und Fernstraßen (Road Transport and Highways) | Oscar Fernandes ab 17. Juni 2013                       | Karnataka         |        | INC    |
| Kommunikation und Informationstechnologie (Communications and Information Technology)                                                                                          | A. Raja bis 15. November 2010                          | Tamil Nadu        |        | DMK    |
| Kommunikation und Informationstechnologie (Communications and Information Technology)                                                                                          | Kapil Sibal ab 15. November 2010                       | Delhi             |        | INC    |
| Textilien (Textiles) | Dayanidhi Maran bis 12. Juli 2011                      | Tamil Nadu        |        | DMK    |
| Textilien (Textiles) | Anand Sharma 12. Juli 2011 bis 17. Juni 2013           | Himachal Pradesh  |        | INC    |
| Textilien (Textiles) | Kavuru Sambasiva Rao ab 17. Juni 2013                  | Andhra Pradesh    |        | INC    |
| Wasserressourcen (Water Resources) | Meira Kumar bis 14. Juni 2009                          | Bihar             |        | INC    |
| Wasserressourcen (Water Resources) | Pawan Kumar Bansal 14. Juni 2009 bis 19. Januar 2011   | Chandigarh        |        | INC    |
| Wasserressourcen (Water Resources) | Salman Khurshid 19. Januar 2011 bis 12. Juli 2011      | Uttar Pradesh     |        | INC    |
| Wasserressourcen (Water Resources) | Pawan Kumar Bansal 12. Juli 2011 bis 28. Oktober 2012  | Chandigarh        |        | INC    |
| Wasserressourcen (Water Resources) | Harish Rawat 28. Oktober 2012 bis 1. Februar 2014      | Uttarakhand       |        | INC    |
| Wasserressourcen (Water Resources) | Ghulam Nabi Azad ab 1. Februar 2014                    | Jammu und Kashmir |        | INC    |
| Ländliche Entwicklung (Rural Development) | C. P. Joshi bis 19. Januar 2011                        | Rajasthan         |        | INC    |
| Ländliche Entwicklung (Rural Development) | Vilasrao Deshmukh 19. Januar 2011 bis 12. Juli 2011    | Maharashtra       |        | INC    |
| Ländliche Entwicklung (Rural Development) | Jairam Ramesh ab 12. Juli 2011                         | Andhra Pradesh    |        | INC    |
| Panchayati Raj (Panchayati Raj) | C. P. Joshi bis 19. Januar 2011                        | Rajasthan         |        | INC    |
| Panchayati Raj (Panchayati Raj) | Vilasrao Deshmukh 19. Januar 2011 bis 12. Juli 2011    | Maharashtra       |        | INC    |
| Panchayati Raj (Panchayati Raj) | Kishore Chandra Deo ab 12. Juli 2011                   | Andhra Pradesh    |        | INC    |
| Arbeit und Beschäftigung (Labour and Employment) | Mallikarjun Kharge bis 17. Juni 2013                   | Karnataka         |        | INC    |
| Arbeit und Beschäftigung (Labour and Employment) | Sis Ram Ola 17. Juni 2013 bis 15. Dezember 2013        | Rajasthan         |        | INC    |
| Arbeit und Beschäftigung (Labour and Employment) | Oscar Fernandes ab 16. Dezember 2013                   | Karnataka         |        | INC    |
| Neue und erneuerbare Energien (New and Renewable Energy) | Farooq Abdullah                                        | Jammu und Kashmir |        | JKNC   |
| Lebensmittelindustrie (Food Processing Industries) | Subodh Kant Sahay bis 19. Januar 2011                  | Jharkhand         |        | INC    |
| Lebensmittelindustrie (Food Processing Industries) | Sharad Pawar ab 19. Januar 2011                        | Maharashtra       |        | NCP    |
| Schifffahrt (Shipping) | G. K. Vasan                                            | Tamil Nadu        |        | INC    |
| Parlamentarische Angelegenheiten (Parliamentary Affairs) | Pawan Kumar Bansal bis 28. Oktober 2012                | Chandigarh        |        | INC    |
| Parlamentarische Angelegenheiten (Parliamentary Affairs) | Kamal Nath ab 28. Oktober 2012                         | Madhya Pradesh    |        | INC    |
| Angelegenheiten von Auslandsindern (Overseas Indian Affairs) | Vayalar Ravi                                           | Kerala            |        | INC    |
| Soziale Gerechtigkeit und Mitwirkungsmöglichkeiten (Social Justice and Empowerment)                                                                                            | Mukul Wasnik bis 28. Oktober 2012                      | Maharashtra       |        | INC    |
| Soziale Gerechtigkeit und Mitwirkungsmöglichkeiten (Social Justice and Empowerment)                                                                                            | Selja Kumari 28. Oktober 2012 bis 29. Januar 2014      | Haryana           |        | INC    |
| Soziale Gerechtigkeit und Mitwirkungsmöglichkeiten (Social Justice and Empowerment)                                                                                            | Mallikarjun Kharge ab 29. Januar 2014                  | Karnataka         |        | INC    |
| Stammesangelegenheiten (Tribal Affairs) | Kantilal Bhuria bis 12. Juli 2011                      | Madhya Pradesh    |        | INC    |
| Stammesangelegenheiten (Tribal Affairs) | Kishore Chandra Deo ab 12. Juli 2011                   | Andhra Pradesh    |        | INC    |
| Kultur (Culture) | Selja Kumari 19. Januar 2011 bis 28. Oktober 2012      | Haryana           |        | INC    |
| Kultur (Culture) | Chandresh Kumari Katoch ab 28. Oktober 2012            | Rajasthan         |        | INC    |
| Verbraucherangelegenheiten, Ernährung und Verteilung öffentlicher Güter (Consumer Affairs, Food and Public Distribution)                                                       | Sharad Pawar bis 19. Januar 2011                       | Maharashtra       |        | NCP    |
| Verbraucherangelegenheiten, Ernährung und Verteilung öffentlicher Güter (Consumer Affairs, Food and Public Distribution)                                                       | K. V. Thomas ab 19. Januar 2011                        | Kerala            |        | INC    |
| Information und Rundfunk (Information and Broadcasting) | Ambika Soni                                            | Punjab            |        | INC    |
| Information und Rundfunk (Information and Broadcasting) | Manish Tewari ab 28. Oktober 2012                      | Punjab            |        | INC    |
| Tourismus (Tourism) | Selja Kumari bis 19. Januar 2011                       | Haryana           |        | INC    |
| Tourismus (Tourism) | Subodh Kant Sahay 19. Januar 2011 bis 28. Oktober 2012 | Jharkhand         |        | INC    |
| Tourismus (Tourism) | Chiranjeevi ab 28. Oktober 2012                        | Andhra Pradesh    |        | INC    |
| Energie (Power) | Sushilkumar Shinde bis 31. Juli 2012                   | Maharashtra       |        | INC    |
| Energie (Power) | M. Veerappa Moily 31. Juli 2012 bis 28. Oktober 2012   | Karnataka         |        | INC    |
| Energie (Power) | Jyotiraditya Madhavrao Scindia ab 28. Oktober 2012     | Madhya Pradesh    |        | INC    |
| Stahl (Steel) | Virbhadra Singh bis 19. Januar 2011                    | Himachal Pradesh  |        | INC    |
| Stahl (Steel) | Beni Prasad Verma 19. Januar 2011 bis 12. Juli 2011    | Uttar Pradesh     |        | INC    |
| Stahl (Steel) | Beni Prasad Verma ab 12. Juli 2011                     | Uttar Pradesh     |        | INC    |
| Jugend und Sport (Youth Affairs and Sports) | Manohar Singh Gill bis 19. Januar 2011                 | Punjab            |        | INC    |
| Jugend und Sport (Youth Affairs and Sports) | Ajay Maken ab 19. Januar 2011                          | Delhi             |        | INC    |
| Jugend und Sport (Youth Affairs and Sports) | Jitendra Singh ab 28. Oktober 2012                     | Rajasthan         |        | INC    |
| Chemikalien und Düngemittel (Chemicals and Fertilizers) | M. K. Alagiri bis 20. März 2013                        | Tamil Nadu        |        | DMK    |
| Chemikalien und Düngemittel (Chemicals and Fertilizers) | Srikant Jena ab 20. März 2013                          | Odisha            |        | INC    |
| Bergbau (Mines) | Bijoy Krishna Handique bis 19. Januar 2011             | Assam             |        | INC    |
| Bergbau (Mines) | Dinsha Patel 19. Januar 2011 bis 28. Oktober 2012      | Gujarat           |        | INC    |
| Bergbau (Mines) | Dinsha Patel ab 28. Oktober 2012                       | Gujarat           |        | INC    |
| Entwicklung der Nordostregion (Development of North-Eastern Region) | Bijoy Krishna Handique bis 12. Juli 2011               | Assam             |        | INC    |
| Entwicklung der Nordostregion (Development of North-Eastern Region) | Paban Singh Ghatowar ab 12. Juli 2011                  | Assam             |        | INC    |
| Trinkwasser und Kanalisation (Drinking Water and Sanitation) | Gurudas Kamat 12. Juli 2011 bis 13. Juli 2011          | Maharashtra       |        | INC    |
| Trinkwasser und Kanalisation (Drinking Water and Sanitation) | Jairam Ramesh 13. Juli 2011 bis 28. Oktober 2012       | Andhra Pradesh    |        | INC    |
| Trinkwasser und Kanalisation (Drinking Water and Sanitation) | Bharatsinh Madhavsinh Solanki ab 28. Oktober 2012      | Gujarat           |        | INC    |
| Zivilluftfahrt (Civil Aviation) | Praful Patel bis 19. Januar 2011                       | Maharashtra       |        | NCP    |
| Zivilluftfahrt (Civil Aviation) | Vayalar Ravi 19. Januar 2011 bis 18. Dezember 2011     | Kerala            |        | INC    |
| Zivilluftfahrt (Civil Aviation) | Ajit Singh ab 18. Dezember 2011                        | Uttar Pradesh     |        | RLD    |
| Wissenschaft und Technologie (Science and Technology) Geowissenschaften (Earth Sciences)                                                                                       | Prithviraj Chavan bis 15. November 2010                | Maharashtra       |        | INC    |
| Wissenschaft und Technologie (Science and Technology) Geowissenschaften (Earth Sciences)                                                                                       | Kapil Sibal 15. November 2010 bis 19. Januar 2011      | Delhi             |        | INC    |
| Wissenschaft und Technologie (Science and Technology) Geowissenschaften (Earth Sciences)                                                                                       | Pawan Kumar Bansal 19. Januar 2011 bis 12. Juli 2012   | Chandigarh        |        | INC    |
| Wissenschaft und Technologie (Science and Technology) Geowissenschaften (Earth Sciences)                                                                                       | Vilasrao Deshmukh 12. Juli 2011 bis 11. August 2012    | Maharashtra       |        | INC    |
| Wissenschaft und Technologie (Science and Technology) Geowissenschaften (Earth Sciences)                                                                                       | Vayalar Ravi 11. August 2012 bis 28. Oktober 2012      | Kerala            |        | INC    |
| Wissenschaft und Technologie (Science and Technology) Geowissenschaften (Earth Sciences)                                                                                       | Jaipal Reddy ab 28. Oktober 2012                       | Andhra Pradesh    |        | INC    |
| Kohle (Coal) | Sriprakash Jaiswal bis 19. Januar 2011                 | Uttar Pradesh     |        | INC    |
| Kohle (Coal) | Sriprakash Jaiswal ab 19. Januar 2011                  | Uttar Pradesh     |        | INC    |
| Statistik und Programmdurchführung (Statistics and Programme Implementation)                                                                                                   | Sriprakash Jaiswal bis 19. Januar 2011                 | Uttar Pradesh     |        | INC    |
| Statistik und Programmdurchführung (Statistics and Programme Implementation)                                                                                                   | Manohar Singh Gill 19. Januar 2011 bis 12. Juli 2011   | Punjab            |        | INC    |
| Statistik und Programmdurchführung (Statistics and Programme Implementation)                                                                                                   | Srikant Jena ab 12. Juli 2011                          | Odisha            |        | INC    |
| Unternehmensangelegenheiten (Corporate Affairs) | Salman Khurshid bis 19. Januar 2011                    | Uttar Pradesh     |        | INC    |
| Unternehmensangelegenheiten (Corporate Affairs) | Murli Deora 19. Januar 2011 bis 12. Juli 2011          | Maharashtra       |        | INC    |
| Unternehmensangelegenheiten (Corporate Affairs) | M. Veerappa Moily 12. Juli 2011 bis 28. Oktober 2012   | Karnataka         |        | INC    |
| Unternehmensangelegenheiten (Corporate Affairs) | Sachin Pilot ab 28. Oktober 2012                       | Rajasthan         |        | INC    |
| Minderheitenangelegenheiten (Minority Affairs) | Salman Khurshid bis 19. Januar 2011                    | Uttar Pradesh     |        | INC    |
| Minderheitenangelegenheiten (Minority Affairs) | Salman Khurshid 19. Januar 2011 bis 28. Oktober 2012   | Uttar Pradesh     |        | INC    |
| Minderheitenangelegenheiten (Minority Affairs) | K. Rahman Khan ab 28. Oktober 2012                     | Karnataka         |        | INC    |
| Kleinste, kleine und mittlere Unternehmen (Micro, Small and Medium Enterprises)                                                                                                | Dinsha Patel bis 19. Januar 2011                       | Gujarat           |        | INC    |
| Kleinste, kleine und mittlere Unternehmen (Micro, Small and Medium Enterprises)                                                                                                | Virbhadra Singh 19. Januar 2011 bis 26. Juni 2012      | Himachal Pradesh  |        | INC    |
| Kleinste, kleine und mittlere Unternehmen (Micro, Small and Medium Enterprises)                                                                                                | Vilasrao Deshmukh 26. Juni 2012 bis 11. August 2012    | Maharashtra       |        | INC    |
| Kleinste, kleine und mittlere Unternehmen (Micro, Small and Medium Enterprises)                                                                                                | Vayalar Ravi 11. August 2012 bis 28. Oktober 2012      | Kerala            |        | INC    |
| Kleinste, kleine und mittlere Unternehmen (Micro, Small and Medium Enterprises)                                                                                                | K. H. Muniyappa ab 28. Oktober 2012                    | Karnataka         |        | INC    |
| Umwelt und Forste (Environment and Forests) | Jairam Ramesh bis 12. Juli 2011                        | Andhra Pradesh    |        | INC    |
| Umwelt und Forste (Environment and Forests) | Jayanthi Natarajan 12. Juli 2011 bis 24. Dezember 2013 | Tamil Nadu        |        | INC    |
| Umwelt und Forste (Environment and Forests) | M. Veerappa Moily ab 24. Dezember 2013                 | Karnataka         |        | INC    |
| Kinder- und Frauenentwicklung (Women and Child Development) | Krishna Tirath                                         | Delhi             |        | INC    |

(Grau hinterlegt: Staatssekretär mit eigenem Aufgabenbereich)

## Kabinettsumbildungen
Das Kabinett Manmohan Singh II hatte bei Erstvorstellung insgesamt 79 Mitglieder – 34 Minister, sieben Staatssekretäre mit eigenem Aufgabenbereich und 38 Staatssekretäre, die einem Minister untergeordnet waren. Im Laufe der Legislaturperiode änderten sich Größe und Zusammensetzung des Kabinetts durch zahlreiche Kabinettsumbildungen mehrfach. Größere Kabinettsumbildungen fanden im Januar 2011, Juli 2011, Oktober 2012 und Juni 2013 statt.
Von den ursprünglichen 34 Ministern gehörten 28 dem Indischen Nationalkongress (INC), drei der Dravida Munnetra Kazhagam (DMK) und jeweils einer dem All India Trinamool Congress (AITC), der Nationalist Congress Party (NCP) und der Jammu & Kashmir National Conference (JKNC) an. Die politischen Allianzen wechselten während der Legislaturperiode: Die Rashtriya Lok Dal (RLD) schloss sich im Dezember 2011 der Regierungskoalition an und erhielt daraufhin einen Ministerposten. Dagegen zogen sich die Trinamool-Partei im September 2012, und die DMK im März 2013 aus der Regierung zurück, woraufhin die Minister dieser Parteien zurücktraten.